# NGC 4132
NGC 4132 ist eine Spiralgalaxie mit aktivem Galaxienkern vom Hubble-Typ Sa im Sternbild Coma Berenices am Nordsternhimmel. Sie ist schätzungsweise 179 Millionen Lichtjahre von der Milchstraße entfernt und hat einen Durchmesser von 55.000 Lichtjahren. Gemeinsam mit NGC 4131 und NGC 4134 bildet sie das Galaxientrio Holm 339 und mit PGC 38602 das Galaxienpaar KUG 1206+295.
Das Objekt wurde am 11. April 1785 von Wilhelm Herschel entdeckt.